# Mr. Radio
Mr. Radio est une chanson enregistrée par le groupe Electric Light Orchestra, sortie en 1971.
Cette chanson était à l'origine prévue pour être le seconde single publié par le groupe extrait de leur premier album écrit par Jeff Lynne, en 1971. C'est la sixième piste de l'album, The Electric Light Orchestra (No Answer aux États-Unis).
Cette chanson est écrite dans un style américain[Quoi ?] des années 1920 à propos d'un homme dont la femme l'a quitté et dont le seul compagnon est sa radio. L'intro orchestrale est jouée à l'envers[incompréhensible] et c'est un exemple précurseur de ce qui sera la marque de fabrique de Jeff Lynne. [réf. nécessaire]
Le début et la fin de la chanson contiennent des samples inversés d'une symphonie[Laquelle ?] de Mozart, et, durant les bridges, un morceau de backmasking est entendu au loin, avec Lynne qui chante « Hello, Mr. Radio », qui est inversé dans la chanson et augmenté grâce à la réverbération.
Le réédition de ce single est présente sur un album de compilation de 2005, Harvest Showdown et sur la compilation Harvest Years 1970-1973. Une version remastérisée apparait sur le coffret Flashback ainsi que sur les versions remastérisées de leurs premiers album.[réf. nécessaire]